# Telmatoscopus frondeus
Telmatoscopus frondeus är en tvåvingeart som beskrevs av Tokunaga och Komyo 1956. Telmatoscopus frondeus ingår i släktet Telmatoscopus och familjen fjärilsmyggor. Inga underarter finns listade i Catalogue of Life.